# Franz Maria Feldhaus

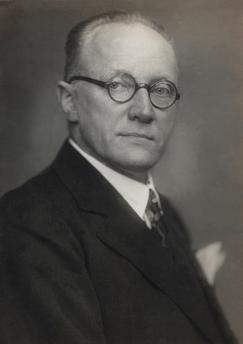
Franz Maria Feldhaus, 1925

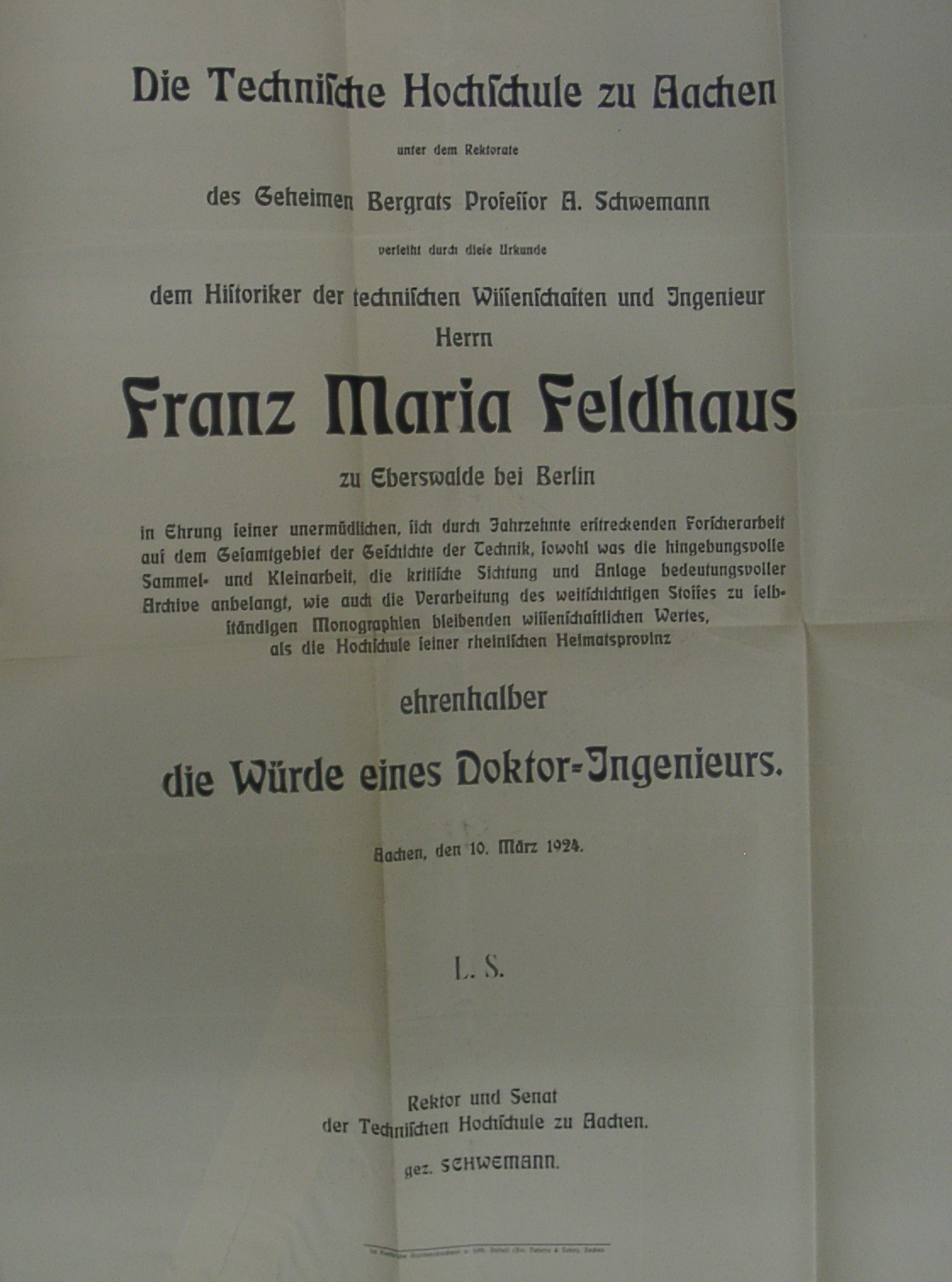
Ehrendoktorurkunde der RWTH Aachen 1924, die Ehrendoktorwürde wurde in der NS-Zeit wieder entzogen

Franz Maria Feldhaus, Pseudonym: Franz Marius (* 26. April 1874 in Neuss; † 22. Mai 1957 in Wilhelmshaven) war ein deutscher Technikhistoriker und wissenschaftlicher Schriftsteller.

## Leben
Franz Maria Feldhaus war der zweite Sohn aus der zweiten Ehe von Peter Ferdinand Feldhaus, dem Begründer der Schokoladenfabrik Novesia. Aus der ersten Ehe seines Vaters besaß er zwölf Halbgeschwister, mit denen Franz Maria Feldhaus jedoch früh in Streit geriet. Nach dem Versuch seiner Eltern, ihn bei Jesuiten unterzubringen, schlug er sich ohne Schulabschluss zunächst mit Erfindungen und Gelegenheitsjobs durch. Nach eigener Aussage begann er sich im Jahr 1900 für Technikgeschichte zu interessieren, als neben ihm im Kraftwerk Rheinfelden, wo er in der Leitwarte arbeitete, ein Blitz einschlug, der ihn kurzzeitig halbseitig lähmte. In seiner Mannheimer Werkstätte für Feinmechanik bezeichnete er sich als Ingenieur – diese Bezeichnung war damals noch ungeschützt. Als Gast hörte er später Vorlesungen bei Theodor Beck in Darmstadt, der über die Geschichte des Maschinenbaus publizierte und Feldhaus seinen Nachlass vererbte.
Nach seinem 1904 erfolgten Umzug nach Heidelberg intensivierte er seine Forschungen, begünstigt durch die nah gelegene Universitätsbibliothek. Fünf Jahre später baute er in Berlin ein Privatinstitut und Firma mit dem Namen „Quellenforschungen zur Geschichte der Technik und der Naturwissenschaften“ auf, die auch Recherchen für Patentverfahren ausführten. Sitz war Berlin-Tempelhof, und die Anfangsfinanzierung von 120.000 Reichsmark stammte von seinem Gönner Carl Graf von Klinckowstroem (1884–1969). Beide setzten auf die damalige Technikbegeisterung und den guten Ruf, den Feldhaus damals noch hatte. Seine seit 1908 bestehende Historia-Photo GmbH dürfte das erste kommerzielle Bildarchiv in Deutschland gewesen sein (sie ging nach seiner Scheidung an seine Frau, er baute aber ein neues Fotoarchiv auf).
Im Lauf der 1920er Jahre hatte er sich als Kritiker seiner zeitgenössischen Mitstreiter in der Technikgeschichte und besonders beim VDI so viele Feinde gemacht, dass seine Firma Probleme bekam. Nach der Weltwirtschaftskrise kam es schließlich 1930 zum Konkurs. Seine Kritik richtete sich vor allem gegen VDI-Direktor Conrad Matschoß, insbesondere gegen dessen im Jahr 1925 erschienenes Werk Männer der Technik. Ein biographisches Handbuch. Feldhaus warf dem Verfasser mit Bezug auf seine eigene Karteisammlung vor, viele inhaltliche Mängel produziert zu haben. Matschoß war ein führender Technikhistoriker und war schon seit 1911 mit Feldhaus verfeindet, da er einen seiner Aufsätze für die VDI-Zeitschrift abgelehnt hatte, mit der Begründung, Feldhaus würde zu sehr durch seine Arbeiten im Auftrag von Firmen Wissenschaft und Kommerz vermischen. Den Höhepunkt der Karriere von Feldhaus bildete 1924 die Verleihung der Ehrendoktorwürde (Dr.-Ing. E. h.) anlässlich seines 50. Geburtstages durch die RWTH Aachen. Bereits wenige Jahre später begannen Versuche, die Hochschule zur Rücknahme der Ehrung zu bewegen. Vor allem Kurt Wiesinger (1879–1965), Professor an der ETH Zürich und NSDAP-Mitglied, setzte alles daran, den Titel aberkennen zu lassen. Wiesinger war in seinem gerichtlichen Prioritätenstreit mit Franz Kruckenberg um den Schienenzeppelin infolge einer Expertise von Feldhaus unterlegen. Nach der Machtergreifung der Nationalsozialisten wurde die Promotionsordnung entsprechend geändert und die seitens Matschoß und Wiesinger vom Berliner NS-Ministerium gewünschte Aberkennung durch einen Ausschuss 1936 ausgesprochen. Man hatte dazu ein umfangreiches Dossier über seine vorgeblichen moralischen und juristischen Verfehlungen angelegt, das im Hochschularchiv der RWTH Aachen erhalten geblieben ist. Nach dem Krieg hielt die RWTH aufgrund des Votums des seinerzeitigen Berichterstatters Franz Krauss an der Aberkennung fest und sprach sich auch vehement gegen die Verleihung des Bundesverdienstkreuzes aus. 1934 wurde Feldhaus außerdem aus der Reichsschrifttumskammer ausgeschlossen, was für ihn einem Berufsverbot gleichkam.
Feldhaus und sein Finanzier Klinckowstroem hatten nach dem Konkurs seiner Firma versucht, die umfangreiche Bibliothek von Feldhaus zu verkaufen, und versuchten zunächst erfolglos, sie bei der Deutschen Arbeitsfront unterzubringen. Über einen Kontakt zum Technikhistoriker Paul Adolf Kirchvogel vom späteren Hessischen Landesmuseum Kassel gelang es Feldhaus, eine Übernahme durch den Staat zu erreichen, wo es den Grundstock eines zu gründenden Landesamts für Kulturgeschichte der Technik werden sollte. 1938 überführte er seine Sammlung nach Kassel und schenkte sie offiziell dem Staat, unter einigen Auflagen (so sollte seine Ehefrau dort beschäftigt werden). Sie war Bestandteil des 1939 gegründeten Landesamts für Kulturgeschichte der Technik, und die Bibliothek wurde nach der Zerstörung der Hessischen Landesbibliothek im Museum Fridericianum durch Bombenangriffe (September 1941) der Landesbibliothek angegliedert und nach Ziegenhain ausgelagert. Nach Ende des Krieges versuchte Feldhaus wieder in den Besitz von Sammlung und Bibliothek zu gelangen. Während ihm die Karteien nach einem Rechtsstreit 1951 zugesprochen wurden (das Land hatte daran kein Interesse), behielt der Staat die Privatbibliothek (Feldhaus hatte verschwiegen, dass er sie verpfändet hatte, und das Land musste sich nach dem Krieg aus der Forderung in einem Vergleich freikaufen).
Unmittelbar nach Ende des Zweiten Weltkriegs war Franz Maria Feldhaus von 1945 bis 1946 Leiter des Mecklenburg-Strelitzschen Landesmuseums und der Mecklenburg-Strelitzschen Landesbücherei. Bereits im Juli 1945 hatte er als neuer Leiter dieser Einrichtungen den Plan gefasst, im ehemaligen Großherzoglichen Parkhaus ein Kunstmuseum in Neustrelitz einzurichten. Dieses Vorhaben wurde letztlich aber nicht umgesetzt. Ab 1948 lebte er in Wilhelmshaven.
Feldhaus war viermal verheiratet und hatte neun Kinder, darunter mit Elisabeth Feldhaus, geborene Bertrand, die 1923 in Eberswalde geborene Schriftstellerin Eva Zeller. Franz Maria Feldhaus war ab 1950 Schwiegervater des Theologen, Pastors und Kunsthistorikers Reimar Zeller.

## Wirken und spätere Rezeption
Er verfasste 52 Bücher und über 3800 Aufsätze und Artikel. Feldhaus hat systematisch Quellen ausgewertet, Fotos und Dokumente gesammelt und die gewonnenen Informationen mithilfe von standardisierten Karteikarten gesammelt. Er schrieb auf deren Basis viele Bücher und Artikel zur Technikgeschichte. Seine Arbeit finanzierte sich vor allem durch Honorare von Unternehmern o. Ä., für die er Rechercheaufgaben erledigte, was ihm zu Lebzeiten den Verdacht der Parteilichkeit einbrachte.
Der wissenschaftliche Wert der technikhistorischen Arbeit von Feldhaus ist umstritten – einige seiner populärwissenschaftlichen Publikationen sind mittlerweile auch umstritten, weil offenkundig irrtümlich. Ein Beispiel dazu ist seine unrühmliche Rolle in der Forschung über Leben und Werk des deutsch-österreichischen Automobilpioniers Siegfried Marcus. Seine Angaben zu Marcus in Ruhmesblätter der Technik (1910), Deutsche Techniker und Ingenieure (1912) usw. sind anders als sonst ohne Quellenangaben, an vielen wichtigen Stellen unrichtig und haben viel zu der Verwirrung über den Anteil von Siegfried Marcus an der „Erfindung“ des Automobils beigetragen. Die Verdienste von Feldhaus, der trotz aller Kritik als einer der Pioniere der Technikgeschichte gilt, werden heute zunehmend auf dem Gebiet der Informationsorganisation gesehen, bei der er damals fortschrittlichste Techniken anwandte. Axel Halle bemängelte allerdings fehlende Quellenkritik bei der Kartei von Feldhaus und Aufbau vor allem als Hilfsmittel für seine vielen populärwissenschaftlichen Publikationen. Einige seiner populärwissenschaftlichen Bücher wurden in den 1970er Jahren als Reprints neu aufgelegt.
Postum erhielt Feldhaus vom Deutschen Erfinderverband die Diesel-Medaille in Gold verliehen.

## Archiv und Bibliothek
Heute befindet sich das Feldhaus-Archiv im Besitz der Stiftung Preußischer Kulturbesitz und ist jetzt Teil des Historischen Archivs im Deutschen Technikmuseum Berlin.
Es bestand 1954 zum Zeitpunkt der Rückgabe nach den Angaben von Feldhaus, der es in Wilhelmshaven weiterführte, aus:
- 68.000 Karteikarten mit je einem technischen Ereignis
- 24.000 Personenkarten
- 15.000 Jahreskarteikarten
- 21.000 Karteikarten zu Tagesereignissen
- 12.650 Akten zu 7.950 Themen
- 16.300 Bildern sowie
- Karteikarten zum Inhalt zahlreicher mittelalterlicher Handschriften.

Die Bibliothek von rund 9500 Titeln in rund 11.000 Bänden blieb in Kassel und wird als „Sammlung Feldhaus“ seit 1976 an der Universitätsbibliothek Kassel geführt. Sie wurde ab Ende der 1990er Jahre wissenschaftlich katalogisiert, nachdem sich ihr technikhistorischer Wert durch mehrere Gutachten (unter anderem von Ulrich Troitzsch) bestätigt hatte.

## Veröffentlichungen (Auswahl)
- Lexikon der Erfindungen und Entdeckungen auf den Gebieten der Naturwissenschaften und der Technik. Heidelberg 1904.
- Feldhaus' Buch der Erfindungen. Unterhaltende Belehrungen aus der Geschichte der Technik, Oestergaard, Berlin 1907.
- Luftfahrten Einst und Jetzt. Paetel, Berlin 1908; Textarchiv – Internet Archive.
- Leonardo der Techniker und Erfinder. Jena, Eugen Diederichs, 1913.
- Die Technik. Ein Lexikon der Vorzeit, der geschichtlichen Zeit und der Naturvölker. Ein Handbuch für Archäologen und Historiker, Museen und Sammler, Kunsthändler und Antiquare. Engelmann, Leipzig / Berlin 1914; archive.org; Neudruck: München 1970.
- Ka-Pi-Fu und andere verschämte Dinge. Privatdruck, Berlin-Friedenau 1921 (= Quellenforschungen zur Geschichte der Technik und Industrie G. m. b. H.).
- Ruhmesblätter der Technik, von den Urerfindungen bis zur Gegenwart.
  - 1. Auflage. Leipzig 1910; Textarchiv – Internet Archive.
  - 2 Bände. 2. Auflage. Leipzig 1926.
- Die Technik der Vorzeit, der geschichtlichen Zeit, und der Naturvoelker. Ein Handbuch für Archaeologen und Historiker, Museen und Sammler, Kunsthändler und Antiquare. Leipzig und Berlin 1914; Textarchiv – Internet Archive.
- Modernste Kriegswaffen – alte Erfindungen. Abel und Müller, Leipzig 1915; Textarchiv – Internet Archive.
- Die Kinderschuhe der neuen Verkehrsmittel. Leipzig 1927.
- Kulturgeschichte der Technik: Skizzen. I–II, Berlin 1928 (= Mathematisch-naturwissenschaftlich-technische Bücherei, 20–21).
- Carl Bamberg. Ein Rückblick auf sein Wirken und auf die Feinmechanik. Verlag Askania-Werke AG / Bambergwerk, Berlin-Friedenau 1929.
- Die Technik der Antike und des Mittelalters. Athenaion, Potsdam 1931 (= Museum der Weltgeschichte […]).
- Die schlagende Taschenuhr. Eine Entdeckung zur Kulturgeschichte Nürnbergs. In: Fränkischer Kurier,  (9. November) 1933, Nr. 252.
- Männer deutscher Tat. Steinhaus, München, wahrscheinlich 1934.
- Der Weg in die Technik. Ein Buch zum Schauen und Denken. Leipzig 1935.

Postume Ausgaben:
- Geschichte des technischen Zeichnens. 2. erweiterte und verb. Auflage, bearbeitet von E. Schruff., Wilhelmshaven 1959
- Die Technik. Ein Lexikon der Vorzeit, der geschichtlichen Zeit und der Naturvölker. Reprint der 1914er Ausgabe, 2. Auflage. München 1965 (unter Hinzufügung von späteren Originalbeiträgen des Verfassers), Neudruck München 1970
- Die Technik der Antike und des Mittelalters. Reprint der 1931er Ausgabe, Hildesheim 1971
- Kulturgeschichte der Technik. I und II. Reprint der 1928er Ausgabe, Hildesheim 1980.